# 三光岛
三光岛，又稱三島，是大韩民国首爾特別市汉江上的数个人工岛，于2006年根据一位首尔市民的建议进行建设。首尔市通过“建设－移交－经营”（BTO）的模式建设该岛。它包含3个岛屿，分别是佳光岛（가빛섬）、彩光岛（채빛섬）和松光岛（솔빛섬）。
主岛可光岛以会议大厅为首，还有咖啡馆、西餐厅和Pub，在彩光岛上有高级自助餐厅。位于佳光岛和彩光岛之间的松光岛计划将建设分销店（RETAIL SHOP）和F&B设施等。此外，被称为媒体艺术画廊的“艺光”还通过大型LED显示屏播放影像资讯或举行世界杯助威战或国际时装表演等特别活动。三光岛从全面开张前开始就已成为旅游名胜，这里作为好莱坞电影《复仇者联盟2》的拍摄场而备受国内外关注。